# Prawo spadkowe
Prawo spadkowe – gałąź prawa cywilnego regulująca przejście praw i obowiązków majątkowych po śmierci ich właściciela. Majątkowe prawa i obowiązki zmarłego z reguły przechodzą na inny podmiot (w szczególności na spadkobierców), a nie wygasają (przykładem uprawnienia wygasającego najpóźniej w chwili śmierci osoby fizycznej jest zgodnie z art. 299 kodeksu cywilnego służebność osobista). Ze względu na przedmiot regulacji przepisy prawa spadkowego mają charakter bezwzględnie obowiązujący (ius cogens).
W Polsce kwestie związane z prawem spadkowym reguluje księga czwarta kodeksu cywilnego zatytułowana Spadki.
Podstawowe pojęcia związane z prawem spadkowym to:
- spadek
- testament
- polecenie
- zapis
- zachowek
- dział spadku
- spadkodawca
- spadkobierca
- dziedziczenie
- dziedziczenie ustawowe
- dziedziczenie testamentowe
- umowy dotyczące spadku
- opodatkowanie spadku.

W prawie spadkowym istotne znaczenie mają terminy wyznaczone przepisami prawa spadkowego, na przykład termin dla przyjęcia bądź odrzucenie spadku określony w art. 1015 § 1 kodeksu cywilnego. Spadkobiercy wyznaczony został 6-miesięczny termin do złożenia oświadczenia w przedmiocie przyjęcia (w tym także przyjęcia z dobrodziejstwem inwentarza) albo odrzucenia spadku. Czas ten zaczyna biec od daty, w której spadkobierca dowiedział się o tytule swojego powołania do spadku, czyli o dziedziczeniu w ramach dziedziczenia ustawowego lub dziedziczenia testamentowego.